# Борго Анезе (Тревизо)
Борго Анезе је насеље у Италији у округу Тревизо, региону Венето.
Према процени из 2011. у насељу је живело 75 становника. Насеље се налази на надморској висини од 232 м.